# Coelogyne loheri
Coelogyne loheri é uma espécie de orquídea epífita, família Orchidaceae, originária de Luzon, nas Filipinas.